# Свиридов, Валентин Валентинович
Валентин Валентинович Свиридов (12 декабря 1967, Липецк) — депутат Государственной Думы Федерального Собрания четвёртого и шестого созыва  Член фракции ЛДПР. В четвертом созыве член комитета ГД по физической культуре, спорту и делам молодежи. Член Счетной комиссии Государственной Думы. В шестом созыве член комитета ГД по Регламенту и организации работы Государственной Думы.

## Биография
- В 1985г. окончил среднюю школу №12 г.Липецка. В 2008 году окончил Институт международного права и экономики им. А. С. Грибоедова.
- После службы в Советской Армии трудовую деятельность начал в Липецком областном комитете ВЛКСМ в БММТ "Спутник" и штабе студенческих отрядов. В 1990-е работал в Липецком почтамте, РЖД, с 1995 индивидуальный предприниматель.
- С января 1995г. член ЛДПР, помощник координатора Липецкой областной организации ЛДПР.
- С апреля 1998г. координатор Липецкого регионального отделения ЛДПР. Помощник депутата Государственной Думы ФС РФ третьего созыва.
- В декабре 2003г. избран депутатом Государственной Думы ФС РФ четвертого созыва в составе федерального списка кандидатов от ЛДПР по Центральному федеральному округу. Член комитета ГД по обороне, с осени 2004г. член комитета ГД по физической культуре, спорту и делам молодежи. Член счетной комиссии ГД. Депутат-куратор 8-ми региональных отделений ЛДПР (Белгородская, Липецкая, Магаданская, Псковская, Рязанская и Свердловская области, Республика Калмыкия, Ставропольский край).
- В 2006г. сложил полномочия координатора Липецкого регионального отделения в связи с избранием в Центральную контрольно-ревизионную комиссию ЛДПР.
- В 2007г. баллотировался кандидатом в депутаты Государственной Думы ФС РФ пятого созыва в составе федерального списка кандидатов (Белгородская область). Не избран. В 2008-2010гг. помощник депутата ГД пятого созыва.
- С октября 2010г. исполняющий обязанности координатора Ростовского регионального отделения ЛДПР, с декабря 2010г. координатор Ростовского РО ЛДПР, помощник заместителя Председателя Государственной Думы В.В.Жириновского.
- В декабре 2011г. избран депутатом Государственной Думы ФС РФ шестого созыва в составе федерального списка кандидатов от ЛДПР (Ростовская область). Член комитета ГД по регламенту и организации работы Государственной Думы. В связи с избранием сложил с себя полномочия координатора Ростовского регионального отделения ЛДПР. Депутат-куратор по Ростовской области и Южному ФО. [3]
- Старший брат Свиридов Игорь Валентинович (1961-1996), полковник ВВС РФ, герой Российской Федерации (13 июня 1996г., посмертно).